# Mount-Richmond-Nationalpark
Der Mount-Richmond-Nationalpark ist ein Nationalpark im Südwesten des australischen Bundesstaates Victoria, 313 km westlich von Melbourne und 75 km südöstlich von Mount Gambier. Der Mount Richmond ist ein erloschener Vulkan am Rande der Discovery Bay, der vor langer Zeit mit Sand, der aus dieser Bucht heraufgeweht wurde, bedeckt wurde. Das Land um den alten Vulkan ist flach und liegt auf Meereshöhe.

## Namensherkunft und Parkgründung
Der Berg und später der Nationalpark wurden nach Richmond Henty benannt, einem der ersten europäisch-stämmigen Kinder, die in der Region Portland geboren wurden.
Der Park wurde 1960 etabliert zur Erinnerung an örtliche Naturalisten, wie Noel Learmonth und Cliff Beauglehole gegründet.

## Vegetation
Auf dem unfruchtbaren, sandigen Boden des Basaltberges konnte die Vegetation zunächst nur spärlich und langsam Fuß fassen. Heute ist der Park mit Eukalyptuswald, Heideland und verstreuten Sümpfen bedeckt. In der Gipfelregion finden sich die Eukalyptusarten Brown Stringybark und Manna Gum, während sich in den feuchteren, niedrigeren Regionen Peppermint und Swamp Gum breitgemacht haben. In den Wäldern und in der Heidelandschaft gibt es das ganze Jahr über blühende Pflanzen, darunter 50 Orchideenarten.

## Tierwelt
Im Mount-Richmond-Nationalpark leben Koalas, Kängurus, Wallabys und Ameisenigel, aber auch das Kaninchenkänguru, eine besonders seltene und kleine, nachtaktive Känguruart. Auch der sehr seltene Langschnabel-Lackvogel ist in diesem Park heimisch.
An sonnigen Stellen kann man auch die Kupferkopfottern und Tigerottern antreffen.
In den Sümpfen finden sich Emus, Pennantsittiche, Helmkakadus und Currawongs (Strepera), aber auch kleinere Vögel, wie der Honigfresser.